# 唯爱永生
《唯爱永生》（英語：Only Lovers Left Alive）是一部2013年的奇幻爱情电影，由吉姆·贾木许编剧执导，蒂尔达·斯温顿、汤姆·希德勒斯顿、蜜雅·娃丝柯思卡、安东·尤金、傑佛瑞·懷特、斯利曼·达孜和约翰·赫特主演。这部电影是英国和德国的国际合拍片，讲述了从中古走到现代，两个吸血鬼之间的爱情故事，并在2013年戛纳电影节上获得了金棕榈奖提名。
2016年，这部电影被全球177位评论家评为BBC的21世纪百大电影。2019年末，它被《好莱坞报道》的首席影评人托德·麦卡锡评为2010年代四大电影。

## 演员
- 蒂尔达·斯温顿 饰演 夏娃（Eve），亚当的爱人、艾娃的姐姐，吸血鬼。
- 汤姆·希德勒斯顿 饰演 亚当（Adam），夏娃的爱人，吸血鬼。
- 蜜雅·娃絲柯思卡 饰演 艾娃（Ava），夏娃的妹妹，吸血鬼。
- 安东·尤金 饰演 伊恩（Ian），亚当的人类好友，后身亡。
- 傑佛瑞·懷特 饰演 霍森（Dr. Watson），提供亚当阴性O型血的医生。
- 斯利曼·达孜（英语：Slimane Dazi） 饰演 比拉（Bilal）
- 约翰·赫特 饰演 克里斯托弗·馬洛，吸血鬼。
- 亚斯明·哈姆丹（英语：Yasmine Hamdan） 饰演 亚斯明（Yasmine），酒吧驻唱的黎巴嫩歌手。
- White Hills（英语：White Hills (band)）